# Jürg Röthlisberger
Jürg Röthlisberger (2 februari 1955) is een Zwitsers voormalig judoka. Röthlisberger behaalde tijdens zijn carrière één Europese titel en een bronzen olympische medaille in 1976 en vier jaar later werd hij olympisch kampioen in het middengewicht.

## Resultaten
- Olympische Zomerspelen 1976 in  in Montreal in het halfzwaargewicht
- Europese kampioenschappen judo 1977 in Ludwigshafen  in het middengewicht
- Europese kampioenschappen judo 1978 in Helsinki  in het middengewicht
- Europese kampioenschappen judo 1979 in Brussel  in het middengewicht
- Olympische Zomerspelen 1980 in  in Moskou in het middengewicht

1964: Isao Okano ·
1972: Shinobu Sekine ·
1976: Isamu Sonoda ·
1980: Jürg Röthlisberger ·
1984: Peter Seisenbacher ·
1988: Peter Seisenbacher ·
1992: Waldemar Legień ·
1996: Jeon Ki-Young ·
2000: Mark Huizinga ·
2004: Zoerab Zviadaoeri ·
2008: Irakli Tsirekidze · 
2012: Song Dae-nam · 
2016: Mashu Baker · 
2020: Lasja Bekaoeri · 
2024: Lasja Bekaoeri
- Gemeinsame Normdatei: 118602071
- Virtual International Authority File: 311575330
- WorldCat: E39PBJkp3vCHQKV7qQPfDKJ4bd